# 實體清單
实体清单（Entity List）是美国商务部產業安全保障局公布的贸易黑名單，名單上的成員一般為美國以外的外国个人、实体或政府。被列入實體清單的成員需要獲得美國商務部頒發的許可證，才能購買美國技術。
實體清單於1997年首次公布，當時被納入實體清單的實體與大规模殺傷性武器有關，后来清單範圍扩大到从事被美国国务院所制裁和禁止的活动以及危害美国国家安全和外交利益的实体。

## 制裁历史
2020年5月，美国商务部添加云端智能机器人运营商达闼科技（CloudMinds）及其子公司、网络安全公司奇虎360（Qihoo）、高校哈尔滨工业大学、哈尔滨工程大学、主要研究材料科学的顶峰多尺度科学研究所、多家研究计算科学、高压科学与精细光学的科学研究中心及企业，及朱洁瑾共计24个中国机构或个人。理由为上述中国实体与大规模杀伤性武器（WMD）及军事行动有关，协助采购中国军用用品。
2021年4月，天津飞腾信息技术有限公司、上海集成电路技术与产业促进中心、申威微电子、国家超级计算济南中心、国家超级计算深圳中心、国家超级计算无锡中心、国家超级计算郑州中心七家实体被列入“实体清单”，理由为参与建造的超级计算机，协助中国军方行动。